# Jaminia thiesseanus
Jaminia thiesseanus is een slakkensoort uit de familie van de Enidae. De wetenschappelijke naam van de soort is voor het eerst geldig gepubliceerd in 1879 door Westerlund.